# Сидор-Чарторийський Микола
Сидор-Чарторийський Микола (1913, Кам’яне, Жидачівський район, Львівська область — травень 1993) — член ОУНР. Керівник підгрупи «A-I» похідної групи «Південь». Діловий секретар Українського Національного Об'єднання, брав участь в боях проти мадярів у березні 1939 року коло Копані, з 1943 року — в УПА. Після війни проживав у США. Автор спогадів «Від Сяну по Крим» та інших книг.

## Життєпис
Народився в сім'ї Сидорів. Закінчивши школу, продовжив навчання у Рогатинській малій духовній семінарії.
У 1934 році заарештований польською поліцією за членство в ОУН. У 1935 емігрував до Чехословаччини, де стає студентом Українського Університету у Празі. Успішно закінчує його і продовжує студіювати у Чеському Карловому університеті. 
З проголошенням Карпатської України в 1938-1939 роках стає членом Карпатської Січі і бере участь в боротьбі з чехами та мадярами. Працює діловим секретарем Українського Національного Об'єднання. 
Після падіння Карпатської України переїжджає на Лемківщину, де організовує в містечку Яслиська першу Українську народну семикласну школу і стає її першим директором. 
В цьому ж році виїжджає до Австрії і проходить військовий вишкіл в легіоні ДУН, в місті Леобен.
В 1941 році переїжджає до Холму, де коротко учителює у гімназії.  
З початком німецько-більшовицької війни, проголошенням відновлення Української Державності, в липні 1941 року вирушає на Схід України, як учасник і один із провідників Похідної Групи-Південь (ОУНР).
В 1942 році повертається на Львівщину, співпрацює з Ростиславом Волошиним. Згодом його переводять ідеологічним вишкільником ОУН цілої округи, куди входила Жидачівщина, Миколаївщина та Ходорівщина.
У листопаді 1942 року окружний провід ОУН направляє його на Поділля, де він займає становище адміністративного посадника волосного старшини громади Дарахів. Дарахівська волость стала тим тереном, куди приїжджали різні визначні особистості ОУН і проводили таємні наради окружного Проводу ОУН. 
Переведений на посаду політвиховника Львівської області, перебуває селі Поляна. 

### В еміграції
У липні за вказівкою Проводу відходить на Захід. Стає політичним і громадським діячем, відомий усій українській діаспорі в країнах Західної Європи і за океаном.
У 1947 році захищає докторську десиртацію у Франкфурті і переїжджає до ЗША. 1950 року в Нью-Йорку заснував українське видавництво "Говерла”, яке очолював 30 років. Видав і перевидав понад 500 українських книг, друкував квартальник "Біблос”, був головним редактором газети "Народне слово”, вів радіопрограму "Гомін України”. Автор понад 40 літературних творів. 

## Вибрана бібліографія
- Між молотом і ковадлом. Причинки до історії У.П.А. (Спомини 1942-1945 рр.)- Нью Йорк : Говерля, 1970. - 303 с.
- Проблеми успішного виховання. - Нью-Йорк: Видавництво “Педаґоґія”, 1971. - 172 с.
- Що читати нашим дітям? - Нью-Йорк:Українське Видавництво “Говерля” , 1958. - 16 с.
- Від Сяну по Крим (спомини учасники ІІІ похідної групи-південь). - Нью-Йорк:Українське Видавництво “Говерля”, 1941-1951. - 223 с.
- Мандри життя (Анабаза) в Карпатську Україну. - Нью-Йорк: Видавництво Чарторийських Відбитка з “Вільного Світу”, 1975. - 160 с.
- Мандри мого життя (Анабаза). - Нью-Йорк: Видавництво Чарторийських Відбитка з “Вільного Світу”, 1974. - Т. 2 - 160 с.